# Jacob Murillo
Jacob Israel Murillo Moncada (ur. 31 marca 1993 w Chambo) – ekwadorski piłkarz występujący na pozycji lewego skrzydłowego, obecnie zawodnik Delfína.

## Kariera klubowa
Murillo jest wychowankiem amatorskiej drużyny o nazwie Unión del Carmen, jako nastolatek występował również okazyjnie w reprezentacji prowincji Chimborazo. W wieku szesnastu lat trafił do występującego w najwyższej klasie rozgrywkowej klubu CD Olmedo z siedzibą w Riobambie. W ekwadorskiej Serie A zadebiutował za kadencji szkoleniowca Claudio Otermína, 6 lutego 2010 w zremisowanym 1:1 spotkaniu z Espoli. Mimo bardzo młodego wieku od razu wywalczył sobie niepodważalne miejsce w wyjściowym składzie i pierwszego gola w lidze ekwadorskiej strzelił 3 kwietnia tego samego roku w zremisowanej 2:2 konfrontacji z El Nacional. Na koniec sezonu 2012 spadł z Olmedo do drugiej ligi, jednak zaledwie po roku nieobecności pomógł zespołowi powrócić na najwyższy szczebel. Ponowny pobyt zespołu w pierwszej lidze trwał krótko – już w sezonie 2014 ekipa Olmedo zanotowała kolejną relegację. Ostatnie dwa lata Murillo bezskutecznie walczył o powrót do pierwszej ligi; w ostatnim sezonie miała miejsce prawdziwa eksplozja jego formy (szesnaście goli w rozgrywkach drugoligowych). Ogółem barwy Olmedo reprezentował przez siedem lat, niezmiennie jako kluczowy zawodnik.
W styczniu 2017 karta zawodnicza Murillo została wykupiona przez fundusz inwestycyjny związany z urugwajskim klubem IA Sud América. Bezpośrednio po tym wypożyczono go do drużyny Delfín SC z miasta Manta.

## Kariera reprezentacyjna
W styczniu 2013 Murillo został powołany przez Julio Césara Rosero do reprezentacji Ekwadoru U-20 na Mistrzostwa Ameryki Południowej U-20. Na argentyńskich boiskach pełnił przeważnie rolę podstawowego zawodnika swojej kadry; rozegrał sześć z dziewięciu możliwych spotkań (z czego pięć w wyjściowym składzie). Ekwadorczycy zajęli natomiast szóste miejsce w turnieju, nie kwalifikując się na Mistrzostwa Świata U-20 w Turcji.
W seniorskiej reprezentacji Ekwadoru Murillo zadebiutował za kadencji selekcjonera Gustavo Quinterosa, 26 lipca 2017 w wygranym 3:1 meczu towarzyskim z Trynidadem i Tobago. W tym samym spotkaniu strzelił również pierwszego gola w kadrze narodowej.